# Automatsko planiranje
Automatsko planiranje, je grana veštačke inteligencije koja se bavi realizacijom strategija ili sekvenci akcija, tipično za izvršenje od strane inteligentnih agenata, autonomnih robota i bespilotnih vozila. Za razliku od klasičnih problema upravljanja i klasifikacije, rešenja su složena i moraju se otkriti i optimizovati u višedimenzionalnom prostoru. Planiranje je takođe povezano sa teorijom odlučivanja.
U poznatim okruženjima sa dostupnim modelima, planiranje se može obaviti van mreže. Rešenja se mogu pronaći i proceniti pre izvršenja. U dinamički nepoznatim okruženjima, strategija često treba da se revidira na mreži. Modeli i politike moraju biti prilagođeni. Rešenja obično pribegavaju iterativnim procesima pokušaja i grešaka koji se obično viđaju u veštačkoj inteligenciji. To uključuje dinamičko programiranje, potkrešljeno učenje i kombinatornu optimizaciju. Jezici koji se koriste za opisivanje planiranja i zakazivanja često se nazivaju akcionim jezicima.

## Literatura
- Vlahavas, I. „Planning and Scheduling”. EETN. Архивирано из оригинала 2013-12-22. г.

## Spoljašnje veze
- International Conference on Automated Planning and Scheduling